# APS-95
Le fusil d'assaut croate APS-95  dérive directement du Vektor R4  (armes livrées aux forces terrestres croates durant la Guerre de Croatie). 

## Le nom
Les initiales APS signifie en langue croate Automatska Pulška  Samokres 1995 soit Fusil automatique (c'est-à-dire fusil d'assaut)  modèle 1995.

## Production
Il a été conçu en 1993. Fabriqué en série depuis 1995, cette arme est  commercialisée par RH-Alan.

## Carrière militaire
L'Armée croate est le seul utilisateur connu de l'APS-95. Apprécié parmi les soldats de l'Armée croate, il est  depuis 2007 en cours de remplacement par le Fusil d'assaut VHS de type bullpup.

## Description
Ce FA est construit en acier (par emboutissage) et polymère (garnitures et crosse). Il fonctionne par emprunt des gaz. Similaire au R4 et IMI Galil, l'APS-95 en diffère par l'intégration, d'une lunette de visée grossissant 1,5X dans la poignée de transport fixe (cette dernière étant empruntée au M16A1 tout comme le guidon) et l'absence de bipied.  Il possède une crosse rabattable latéralement. Son canon est muni d'un cache-flamme servant à tirer des grenades à fusil. Comme la plupart des modèles en 5,56 mm, sa portée efficace  est limitée à 450 m.

## Fiche technique
- Calibre : 5,56 × 45 mm Otan
- Cadence de tir théorique : 650 coups/min
- Capacité du chargeur : 35 cartouches
- Masse à vide : 3,8 kg
- Longueur : 720/980 mm (selon la position de la crosse).

## Sources
Cette notice est issue de la lecture des revues spécialisées de langue française suivantes :
- Cibles (Fr)
- AMI/ArMI/Fire (B)
- Gazette des armes (Fr)
- Action Guns (Fr)
- Raids(Fr), notamment HS n° 26 & 28
- Assaut (Fr)